# Come Out and Play (Kim Wilde)
Come Out and Play è un album di Kim Wilde, pubblicato nel 2010 dalla Sony Music Germany, su etichetta Columbia SevenOne Music.
L'uscita di Come Out and Play è stata anticipata dalla pubblicazione del singolo "Lights Down Low". Un altro singolo estratto dall'album è stato "Real Life".

## Tracce
1. King Of The World – 3:31 (Kim Wilde, Fredrik Thomander, Anders Wikström)
2. Lights Down Low – 3:00 (Anthony Galatis, Mark Frisch)
3. Real Life – 3:54 (Alexander Geringas, Erik Nyholm, Dimitri Ehrlich)
4. Greatest Journey – 3:48 (Kim Wilde, Ricky Wilde) – duet with Glenn Gregory
5. I Want What I Want – 3:06 (Kim Wilde, Robert Habolim)
6. Love Conquers All – 3:58 (Kim Wilde, Rob Davis) – feat. Nik Kershaw
7. Hey You! – 3:12 (Kim Wilde, Thomander, Wikström)
8. Suicide – 2:41 (Kim Wilde, Andrew Murray, Stephen Jones, Neil Jones)
9. This Paranoia – 2:48 (Kim Wilde, Ricky Wilde, Thomander, Wikström)
10. Loving You More – 4:01 (Ricky Wilde, Steve Hart)
11. Get Out – 3:45 (Pete Kirtley, Nyholm, Sacha Collisson)
12. My Wish Is Your Command – 3:33 (Ricky Wilde, Scarlett Wilde)
13. Jessica – 1:21 (Kim Wilde)

Bonus track (digitale)
1. Carry Me Home – 4:03 (Kim Wilde, Thomander, Wikström)